# 伝道者

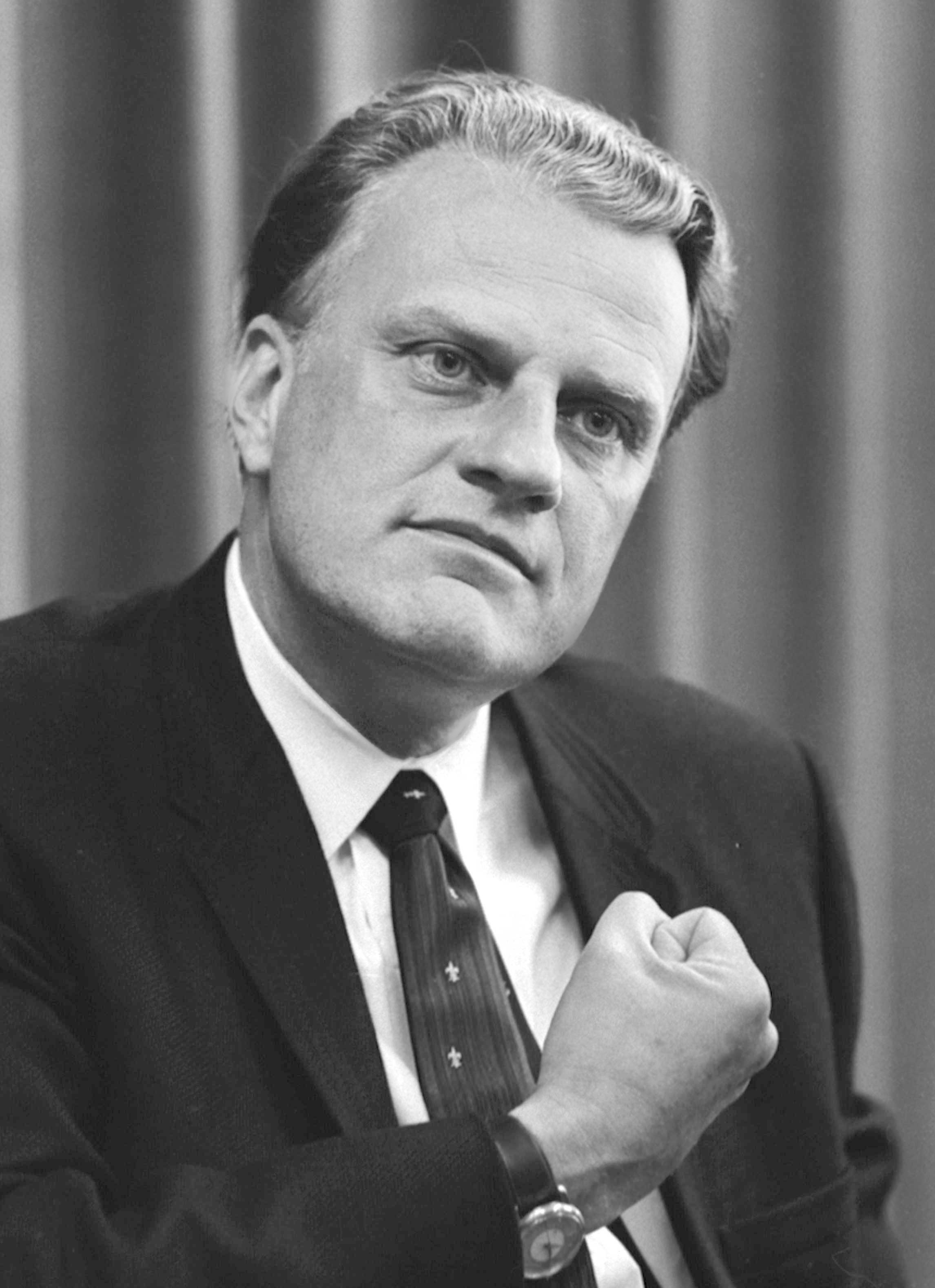
ビリー・グラハム

伝道者（でんどうしゃ）は、聖書の語句であり、主にキリスト教世界で未信者にキリスト教の教旨を伝え、入信を促す働きを職業としている人。この働きを伝道という。また、伝道者のことを伝道師とも言う。教会の開拓や形成の役割を担うこともある。教会の牧師を兼任している場合が多い。また、教会の責任を持たずに伝道団体に所属している場合もある。

## 牧師と伝道者
牧師も、伝道者のように教会の外部の未信者に入信を促す伝道の働きをすることが多いので、広い意味で牧師も伝道者と言うことができる。大衆伝道のように、決心の招きをしなかったため、伝道者としての面が見過ごされがちなマーティン・ロイドジョンズであるが、主日夜の夕礼拝を伝道集会とし、毎回伝道説教を語った。

## 大挙伝道
大がかりな集会を開いたりする伝道を大挙伝道、大衆伝道、クルセードという。その働きをする伝道者を大挙伝道者、大衆伝道者と言う。教会を回って説教をする伝道者を巡回説教者と言う。
主な大挙伝道者や巡回説教者として、世界的にはビリー・グラハム、フランクリン・グラハム、グレッグ・ローリー、柳光洙などがおり、日本では本田弘慈、渡辺暢雄、滝元明、有賀喜一などを挙げることができる。
大衆伝道の伝道集会では、決心の招きが行われる。これは、チャールズ・フィニーから始まったとされる。